# Abraham Nehmé
Abraham Nehmé BC (arabisch أبراهام نعمة; auch Ibrahim Naameh; * 8. Oktober 1927 in Kaïtouly, Syrien; † 9. Dezember 2022 im Libanon) war ein syrischer Ordensgeistlicher und melkitisch griechisch-katholischer Erzbischof von Homs.

## Leben
Abraham Nehmé wurde am 3. Januar 1954 zum Ordenspriester der Basilianer von Heiligen Johannes dem Täufer geweiht.
Die Synode der Melkitischen Griechisch-Katholischen Kirche ernannte ihn am 20. August 1986 als Nachfolger von Denys Gaith zum Erzbischof von Homs. Der Patriarch von Antiochien, Maximos V. Hakim, spendete ihm am 26. Oktober 1986 die Bischofsweihe. Mitkonsekratoren waren die Erzbischöfe Habib Bacha SMSP und André Haddad BS. Während seiner Amtszeit war Nehmé Mitkonsekrator der Erzbischöfe Antoine Hayek BC, Georges El-Murr BC und Bischof Abdo Arbach BC. Am 20. Juni 2005 wurde Erzbischof Nehmé nach der Altersregelung emeritiert, sein Nachfolger wurde Isidore Battikha.
2001 erklärte Nehmé in einem Interview, „dass die Priester in seiner Diözese im Durchschnitt vier bis neun Kinder hätten und deswegen nicht weniger eifrig in ihrer missionarischen und apostolischen Arbeit als ihre ledigen Mitbrüder seien“. In einem weiteren Gedankengang wirft er die Frage auf, ob „der Erfolg mit den verheirateten katholischen Priestern im Orient nicht auch den Westen inspirieren könne?“ Und er gibt auch eine Antwort auf diese Frage: „Aber diese Entwicklung wird nicht stürmisch fortschreiten, vielleicht müssen wir auf ein drittes vatikanisches Konzil warten.“
Abraham Nehmé starb am 9. Dezember 2022 im Alter von 95 Jahren im Libanon. Er wurde auf dem Friedhof der Choueiri-Mönche des St.–Johannes–Klosters in Khenchara bestattet.